# Baron, Gard
Baron är en kommun i departementet Gard i regionen Occitanien i södra Frankrike. Kommunen ligger i kantonen Saint-Chaptes som tillhör arrondissementet Nîmes. År 2022 hade Baron 338 invånare.

## Befolkningsutveckling
Antalet invånare i kommunen Baron
Referens:INSEE